# Vůně cibule
Vůně cibule (v italském originále Cipolla Colt, doslova kolt z cibule) je italsko/španělsko/západoněmecký spaghetti western z roku 1975 režiséra Enza G. Castellariho. V hlavní roli cibuláře se představil italský herec Franco Nero. Film obsahuje řadu parodujících scén.

## Herecké obsazení
| Franco Nero        | cibulář         |
| Martin Balsam      | Petrus Lamb     |
| Sterling Hayden    | Henry Pullitzer |
| Leo Anchóriz       | šerif           |
| Emma Cohen         | Mary Ann        |
| Romano Puppo       | Nerone Foster   |
| Duilio Cruciani    | Cal Foster      |
| Dan van Husen      | Zachary         |
| Helmut Brasch      |                 |
| Nazzareno Zamperla |                 |

## Děj
V texaském příhraničním městečku Paradise City roku 1910 se obyvatelům nežije snadno. Zdejší pozemky totiž skupuje naftařská společnost pana Lamba. Tomu, kdo je nehodlá prodat pod cenou se stane „nehoda“ a skončí na místním hřbitově. Jako např. panu Armstrongovi, kterého uprostřed pouště rozdrtil balvan, nebo Johnu J. Austinovi, který se utopil v rybníku, kde bylo vody sotva po kolena nebo Billu Smithovi, kterému chyběla levá ruka a údajně se nešťastnou náhodou střelil do levého spánku. Poslední obětí je jistý H. B. Foster, jehož tělo bylo nalezeno pohozené v rokli. Po Fosterovi zbyli dva synové - Cal a nemluvný Dutch.
Pan Petrus Lamb (s namontovanou multifunkční plechovou rukou) však ještě nemůže slavit, starý Foster svou farmu stihl ještě před smrtí prodat. Nový majitel přijíždí do Paradise City v povoze plném cibule. Jakmile jej jeho inteligentní kůň přiveze před místní Saloon, vyhrabe se z cibulí a jde si osvěžit hrdlo. Říká si prostě Cibule, a s touto zeleninou dokáže divy, jak se vzápětí osazenstvo Saloonu přesvědčí. Zastane se zde novináře Henryho G. Pullitzera, vydavatele listu „Paradise City Voice“. S najatými pohunky pana Lamba (kterým se nelíbí články o  nekalých praktikách, jež Pullitzer tiskne) se vypořádá svými kolty a také cibulí. Pullitzer jej pozve k sobě domů, kde se Cibule seznámí s jeho dcerou Mary Ann. Novinář jej varuje před nebezpečím a radí mu, aby odjel z města. Po příjezdu na farmu čeká na nového majitele poněkud jiné přivítání, Fosterovi synové po něm střílí a metají výbušniny. Cibulář je obejde a překvapí zezadu. Poté s nimi pohovoří o smlouvě a nabídne jim půlku zisku z výnosu za prodej vypěstěné cibule. Kluci souhlasí, z rodné farmy nechtějí odejít. Navíc mu pomohou v boji proti Lambovým poskokům. Lamb má pod palcem prakticky celé město včetně šerifa. Když si jde k místnímu soudci zaregistrovat smlouvu o koupi pozemku, přepadne jej trojice najatých gaunerů s Indiánem Stinkym v čele. Smlouvu mu ukradnou. Když si jde cibulář stěžovat k šerifovi, sklidí jen posměch. Bez ní není právoplatným majitelem farmy. Chce to vzdát a odjet z města, ale Cal mu řekne, že smlouvu viděl a na jejich dohodě se nic nemění. Kluci mají navíc důkaz, že jejich otce zavraždil Stinky. Než zemřel, stačil Stinkymu servat ze sedla ozdobný odznak. Potěšený cibulář se rozhodne vzít spravedlnost do vlastních rukou. Do města přijíždí pan Lamb s početným doprovodem a odešle Stinkyho a jeho kumpány do San Juanu, aby se tam na chvíli ukryli. O situaci ve městě se zajímá federální vláda a Lamb potřebuje, aby bylo vše naoko legální.
Cibulář organizuje s novinářem Pullitzerem odpor proti šerifovi a Lambovi. Společně se vydávají do San Juanu, kde se jim podaří Stinkyho dopadnout. Chtějí jej předvést před federálního šerifa, ale tento úmysl jim překazí pan Lamb se svým komandem, který nechá Stinkyho zastřelit zbraněmi cibuláře, které mu byly dříve zabaveny. Následně je dvojice obviněna z vraždy a uvězněna. Na pomoc jim přijdou Cal s Dutchem, který přinese do vězení výbušninu. Cibulář s Pullitzerem uprchnou. Pak se cibulář postaví celému Lambovu komandu a nakonec i Lambovi samotnému a zvítězí. Občané Paradise City slaví nabytou svobodu a vyhazují naftové věže do povětří. Pan Lamb a jeho sluha Benjamin musí cibuláři sadit na farmě jeho oblíbenou zeleninu. Když narazí na naftu, která vytryskne v mohutném gejzíru, cibulář si uvědomí, že tady se cibuli příliš dařit nebude a odjíždí z města.

## Citáty
„Asi se nemýlím, tenhle obličej si lidstvo zapamatuje.“ (Úvaha pana Lamba poté, co se mu okamžitě hlásí sluha Benjamin, jenž vypadá jako Adolf Hitler)